# Carabodes transversarius
Carabodes transversarius är en kvalsterart som beskrevs av Choi och Aoki 1986. Carabodes transversarius ingår i släktet Carabodes och familjen Carabodidae. Inga underarter finns listade.